# Erythrina variegata
Erythrina variegata es una especie de planta fanerógama perteneciente a la familia de las fabáceas. Es originaria de la India y se ha cultivado por todo el mundo.

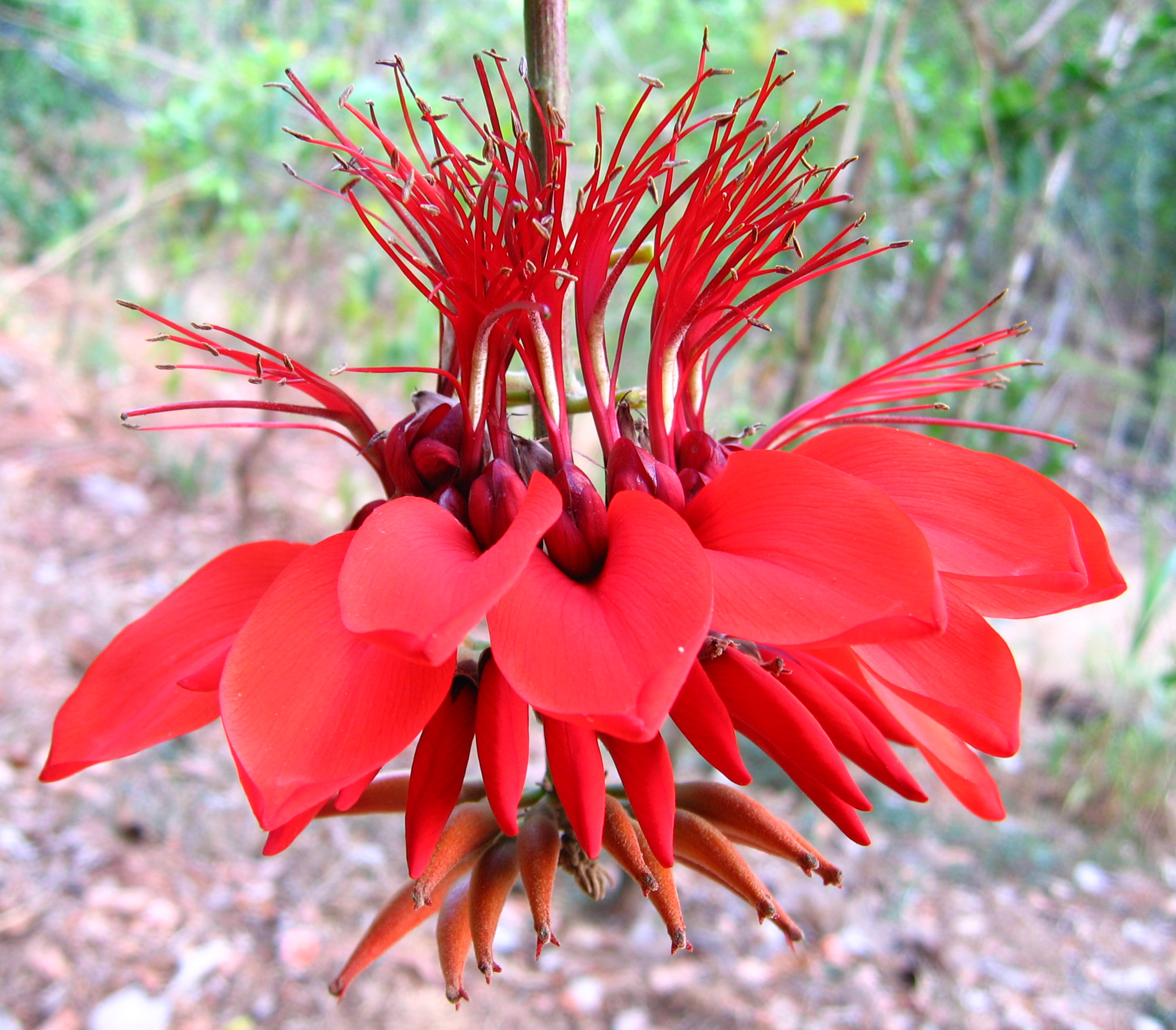
Detalle de la flor

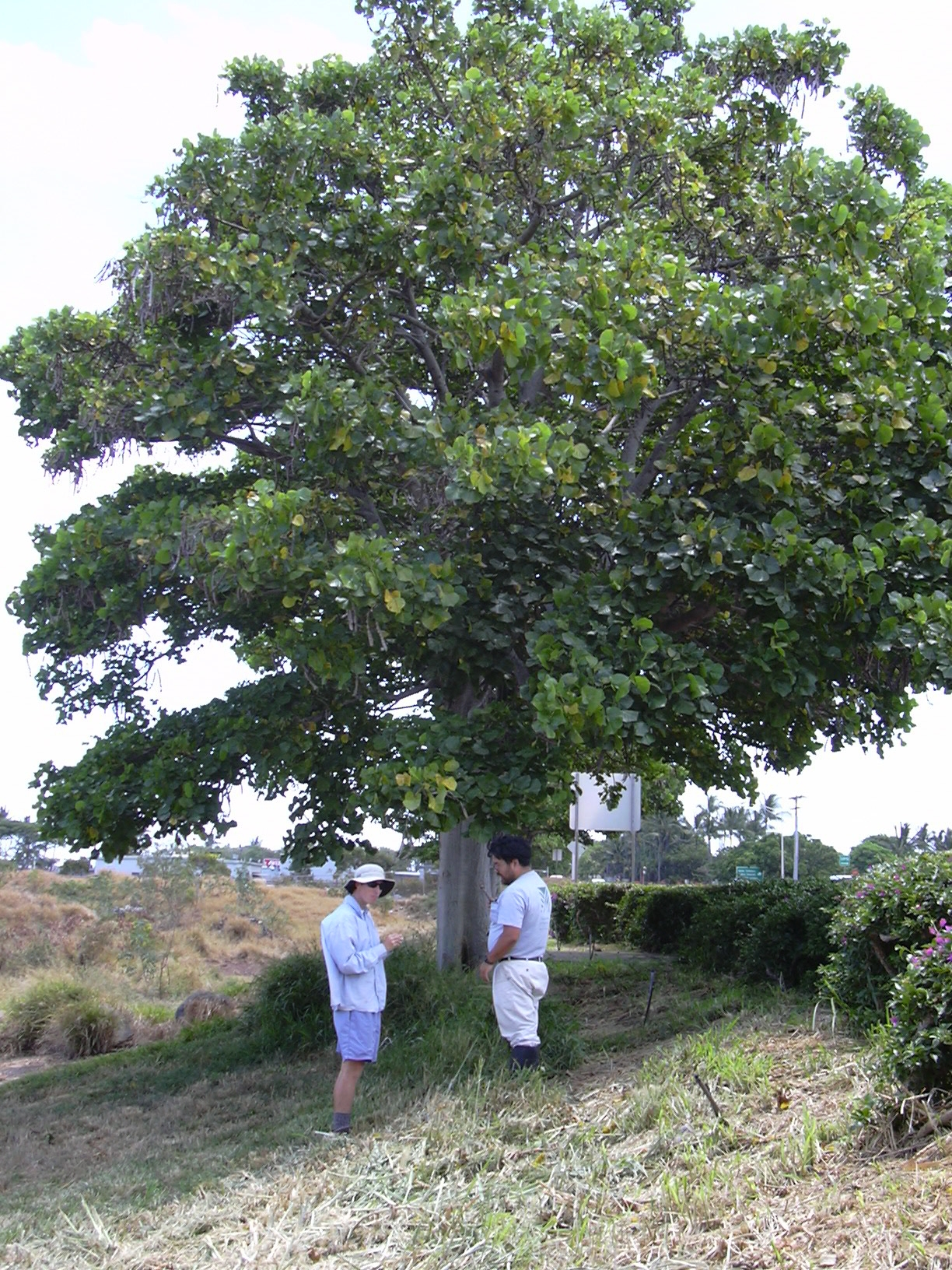
Vista del árbol

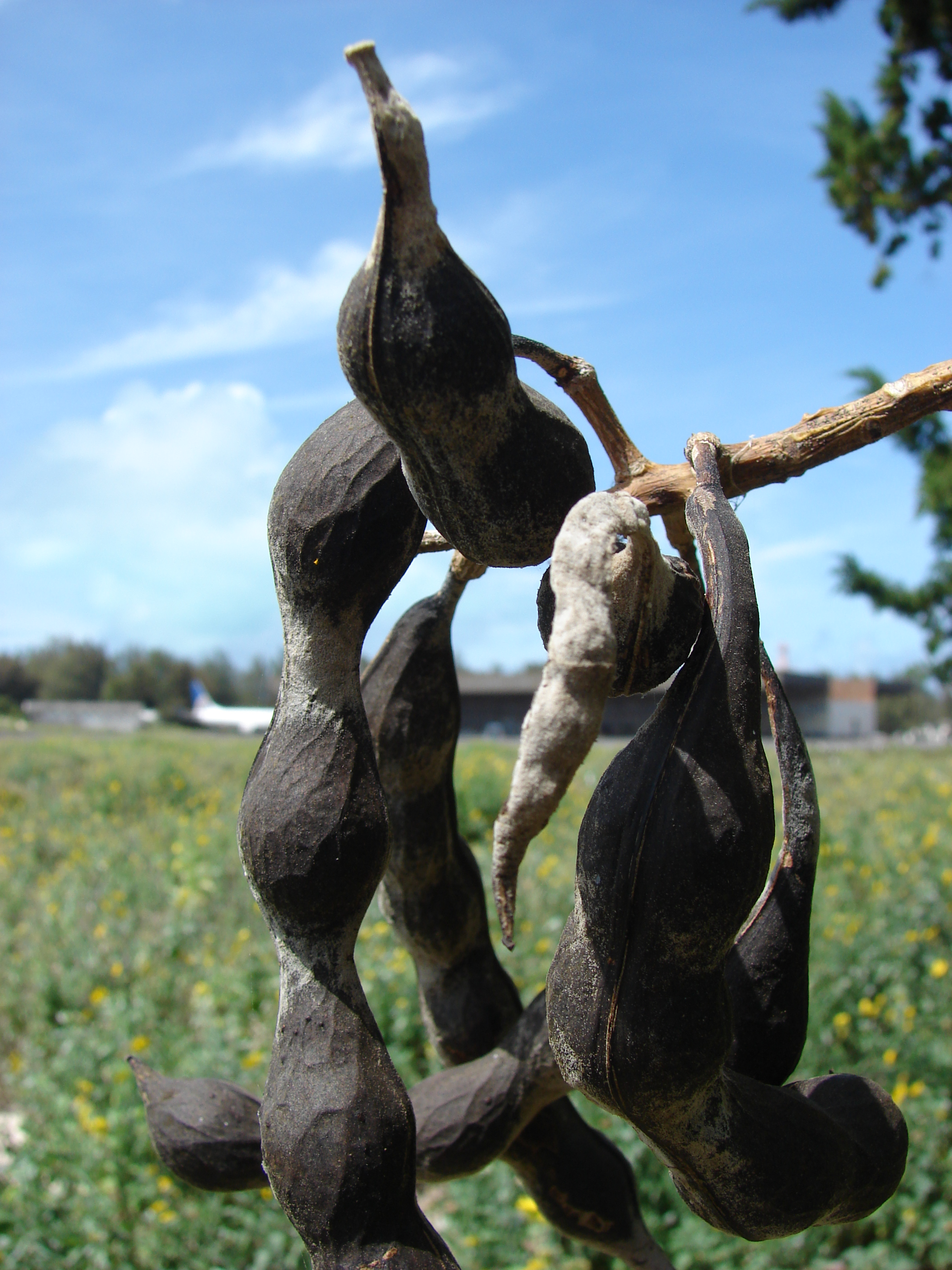
Fruto

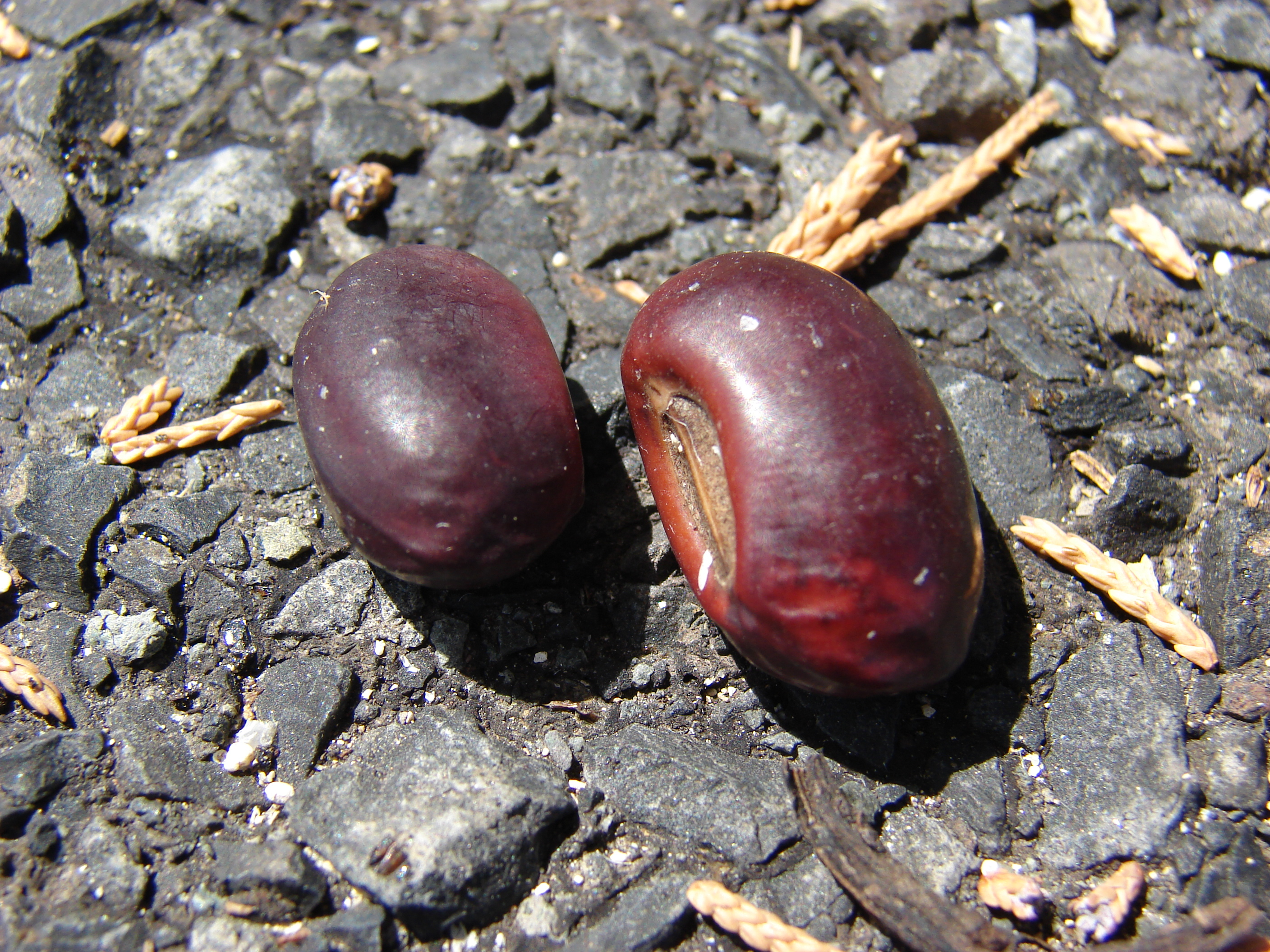
Semillas

## Toxicidad
Las partes aéreas de las especies del género Erythrina pueden contener alcaloides, tales como la eritralina y la erisodina, cuya ingestión puede suponer un riesgo para la salud.

## Propiedades
El pterocarpano orientanol A puede ser aislado de la madera de E. orientalis. Los pterocarpanos orientanol B y C, folitenol y erythrabyssin II, el pterocarpeno erycristagallin y la isoflavona bidwillol A pueden ser aislados de las raíces.

## Taxonomía
Erythrina variegata fue descrita por Carlos Linneo y publicado en Herbarium Amboinense 10. 1754.
Sinonimia
- Chirocalyx candolleanus Walp.
- Chirocalyx divaricatus Walp.
- Chirocalyx indicus Walp.
- Chirocalyx pictus Walp.
- Corallodendron divaricatum (Moc. & Sesse) Kuntze
- Corallodendron orientale (L.) Kuntze
- Corallodendron spathaceum (DC.) Kuntze
- Erythrina alba Cogn. & Marchal
- Erythrina boninensis Tuyama
- Erythrina carnea Blanco
- Erythrina corallodendron Lour.
- Erythrina divaricata DC.
- Erythrina humeana sensu R.Vig.
- Erythrina indica Lam.
- Erythrina lithosperma Miq.
- Erythrina lobulata Miq.
- Erythrina loueiri G.Don
- Erythrina loureiri G.Don
- Erythrina loureirii G.Don
- Erythrina marmorata Planch.
- Erythrina marmorata Veitch ex Planchon
- Erythrina mysorensis Gamble
- Erythrina orientalis Murray
- Erythrina orientalis (L.) Merr.
- Erythrina parcelli hort.
- Erythrina parcellii W.Bull
- Erythrina parcellii Bull
- Erythrina phlebocarpa Bailey
- Erythrina picta L.
- Erythrina rostrata Ridl.
- Erythrina spathacea DC.
- Gelala alba Rumph.
- Gelala litorea Rumph.
- Tetradapa javanorum Osbeck[5]